# Algrundarna
Algrunden är två skär (Västra och Östra Algrundet) i Hammarlands kommun på Åland (Finland). Östra Algrundet är högst med 5 meter över havet.
Algrunden har Torsholma i väster och Skråbjörkö i öster. I nordöst ligger Andersöfjärden.
Algrunden är obebyggda. Närmaste bebyggelse finns på Söderudden på Torsholma.